# Patrick Lip
Patrick Lip (Lemmer, 3 juli 1984) is een voormalig Nederlands profvoetballer.
Lip maakte zijn debuut in het betaalde voetbal op 19 augustus 2005 tegen TOP Oss. Hij werd in het begin van seizoen 2009/2010 verhuurd aan FC Oss (de huidige naam van TOP Oss), zijn contract liep aan het eind van hetzelfde seizoen af bij Veendam. Op 4 januari 2010 werd bekend dat hij per direct zou uitkomen voor FC Emmen. In de zomer van 2010 kwam zijn profloopbaan ten einde en ging hij voetballen als amateur bij de vereniging SC Genemuiden. Hij speelde eerder in de jeugd bij CVVO, ONS Sneek en FC Groningen.

## Carrière
| Seizoen | Club       | Wedstrijden | Doelpunten | Competitie     |
| ------- | ---------- | ----------- | ---------- | -------------- |
| 2005/06 | BV Veendam | 11          | 1          | Eerste divisie |
| 2006/07 | BV Veendam | 31          | 1          | Eerste divisie |
| 2007/08 | BV Veendam | 21          | 2          | Eerste divisie |
| 2008/09 | BV Veendam | 26          | 3          | Eerste divisie |
| 2009/10 | FC Oss     | 12          | 3          | Eerste divisie |
| 2009/10 | FC Emmen   | 9           | 0          | Eerste divisie |
| Totaal  |            | 101         | 10         |                |